# 2% 부족할때
2% 부족할때(이프로 부족할때)는 롯데칠성음료에서 생산/판매하고 있는 음료이다. 1999년 7월 출시되었으며, 물처럼 투명한 색깔을 가졌지만, 과일향을 첨가하여 과일주스와 비슷한 맛이 난다.

## 판매 제품
- 사과 맛(판매중단)
- 복숭아 맛
- 포도 맛(판매중단)
- 레몬 맛(판매중단)
- 석류 맛(판매중단)
- 하트비트(판매중단)
- 오렌지 맛(판매중단)
- 요구르트 맛(판매중단)
- 아쿠아
- 자두 맛(판매중단)

## 용량
- 캔: 240ml
- PET: 350ml
- 하트비트: 500ml
- PET: 1.5L

## 같이 보기
- 롯데칠성음료
- 게토레이
- 포카리 스웨트
- 파워에이드
- 아쿠아리우스